# Арнар Даррі Петурссон
Арнар Даррі Петурссон (ісл. Arnar Darri Pétursson, нар. 16 березня 1991, Рейк'явік) — ісландський футболіст, воротар клубу «Стьярнан».
Виступав, зокрема, за клуб «Троттур», а також молодіжну збірну Ісландії.

## Клубна кар'єра
Народився 16 березня 1991 року в місті Рейк'явік. Вихованець футбольної школи клубу «Стьярнан».
У дорослому футболі дебютував 2008 року виступами за команду «Люн», в якій провів два сезони, взявши участь у 5 матчах чемпіонату. 
Згодом з 2010 по 2015 рік грав у складі команд «Сеннер'юск», «Стьярнан» та «Вікінгур» (Оулафсвік).
Своєю грою привернув увагу представників тренерського штабу клубу «Троттур», до складу якого приєднався 2016 року. Відіграв за рейк'явіцьку команду наступні три сезони своєї ігрової кар'єри. Більшість часу, проведеного у складі «Троттура», був основним голкіпером команди.
Протягом 2020 року захищав кольори клубу «Філкір».
До складу клубу «Стьярнан» приєднався 2021 року. 

## Виступи за збірні
У 2007 році дебютував у складі юнацької збірної Ісландії (U-17), загалом на юнацькому рівні взяв участь в 11 іграх, пропустивши 2 голи.
Протягом 2010–2011 років залучався до складу молодіжної збірної Ісландії. На молодіжному рівні зіграв у 7 офіційних матчах, пропустив 1 гол.